# قلعة الطفيلة
قلعة الطفيلة هي قلعة تتربع على التلة الشمالية الغربية لمدينةالطفيلة وتشرف على المنحدرات والأودية الواقعة إلى الغرب منها وتطل على جبال مدينة الخليل.
مساحتها نحو 400 متر مربع(19في21 مترا)، وتتصدرها البوابة الرئيسية وتفتح على الشرق, ربما يعود البناء للفترة الأدومية لأن التنقيب في القلعة لم يبدا بعد، اما القلعة الحالية فقد بنيت في الفترة العثمانية كحصن عسكري.
كانت البيوت تتراص حولها كالحلقة وأشار إلى استخدامها من قبل من وروثوها في أزمنة متفاوتة إضافة إلى تأثير الزلازل المدمرة فقد تعرضت للتخريب جراء الحروب وأعيد بناؤها مرات ومرات .
وتستطيع ان تدخل إلى القلعة من بوابة كبيرة واسعة كانت تغلق أوقات الحروب، عبر درج يصعد إلى وسطها حيث ساحة القلعة التي يبلغ عرضها حوالي 9 أمتار بطول 14 مترا ،والساحة مرصوفة بالحجارة الضخمة تتوسطها بئر ماء عميقة كانت تستخدم في أوقات الحصار إضافة إلى الأنفاق الكثيرة السرية تحت السطح والتي تتصل بعيون الماء المجاورة كعين ماء الجهير التي تبعد عن القلعة قرابة الـ ( 300) متر وتشاهد في الجدار الذي يرتفع قرابة الثمانية أمتار فتحات متسعة من الخلف وتضيق كلما اتجهت إلى الخارج، واستخدمت لرماية السهام والبنادق لاحقا في عهد المماليك والعثمانيين الذين كانوا آخر مستخدمين للقلعة .
جاء الجدار الداخلي للقلعة على شكل درجتين أي أن الجدار ليس بنفس الاستقامة بل هنالك فاصل على شكل درجة في وسط المسافة لسيهل صعود المدافعين عنها إلى أعلاها وليضعوا على هذه الدرجة التي تتوسط المسافة بعض العتاد والسلاح والتموين من إلغاء وفي الغالب كانت تستخدم للحراسة المستمرة ومراقبة من في خارجها أو مراقبة تحركات المحاصرين .
لاتوجد أي نقوش أو كتابات على جدران القلعة، ماجعل عملية تحديد تاريخها غير واضح على وجه الدقة .